# سو سونگ جه
سو سونگ جه (کره‌ای: 서승재؛ زادهٔ ۴ سپتامبر ۱۹۹۷) بدمینتون‌باز اهل کره جنوبی است.